# Club Nikkei Bellmare
El Club Nikkei Bellmare, es un equipo de fútbol de Paraguay, con sede en la Compañía Guazuvirá de la ciudad de Itauguá. Fundado el 12 de julio de 2006. Militó en la Cuarta División, última categoría del fútbol paraguayo hasta la temporada 2012. Actúa de local en el estadio Nikkei Bellmare que tiene una capacidad para 3000 espectadores.

## Historia
El club fue fundado el 12 de julio de 2006. En sus inicios se afilió a la Liga Itaugüeña de Fútbol y participó en la temporada 2007 de la división de ascenso de esa Liga Regional. A finales de ese año solicitó a la Asociación Paraguaya de Fútbol su afiliación a esa entidad. Fue aceptado al contar con la infraestructura necesaria y desde el año 2008 compite en la Primera División C, cuarta y última categoría del fútbol paraguayo.
Su debut en la Primera División C fue el 10 de mayo de 2008 con derrota de 0-2 ante el Deportivo Recoleta.
Su primera victoria se dio en la tercera fecha, el 25 de mayo de 2008, derrotó al Atlético Juventud por 4 a 1 en Itauguá.
En su primera temporada terminó en la sexta posición de 8 equipos del Grupo B y no clasificó a la segunda fase del campeonato.
En el año 2009, en su segunda participación en la Primera División C estuvo muy cerca de lograr el ascenso a la Tercera División, pero terminó en tercer lugar a sólo 2 puntos de los puestos de ascenso. Siendo hasta ahora su mejor campaña en la categoría.
En el año 2010 llegó a segunda fase del campeonato pero no logró clasificar al cuadrangular final.
En la temporada 2011 el club no pasó la primera fase.
En la temporada 2012 el club tuvo una muy mala campaña y terminó último en el Grupo A y en la tabla de promedios por lo que fue desprogramado para la temporada siguiente.
El club debía volver a competir en la temporada 2014, pero su reingreso fue denegado por la Asociación Paraguaya de Fútbol.
Para la temporada 2015 fue nuevamente rechazado su reingreso.
Desde la temporada 2016 no se mencionó  su intención de volver a competir en la Primera División C.
A principios de 2018 el club anunció un gerenciamiento, entre los objetivos a mediano plazo es volver a competir en las divisiones de la Asociación Paraguaya de Fútbol.

## Estadio
El club juega de local en su complejo deportivo ubicado en la Compañía Guazuvirá de Itauguá, inaugurado en el año 2006. El Estadio Nikkei Bellmare tiene una capacidad para 3000 personas.